# Associação Atlética São Bento (São Paulo)
A Associação Atlética São Bento foi um clube brasileiro de futebol da cidade de São Paulo, fundado em 1914 pelo Padre Katon, professor do Ginásio São Bento, no largo de mesmo nome, no centro da cidade. Suas cores eram azul e branca.

## História
Logo em seu primeiro ano de fundação, a Associação Atlética São Bento disputou e venceu o Campeonato Paulista de Futebol, superando os grandes da época, devendo-se isso à formação de um time em que o Padre Katon convidou todos os jogadores que já haviam estudado no ginásio, formando assim uma verdadeira seleção. Em 1925, a equipe conquistou o bicampeonato. Continuou até 1933, quando abandonou o futebol com o advento do profissionalismo.
Em 1935, retornou brevemente às atividades futebolísticas, chegando a disputar um amistoso em seu campo com a Portuguesa, mas a ideia não foi para frente.
Utilizava camisa branca com listras azuis, calção e meias brancas. Atualmente encontra-se extinto.

### Participações em estaduais
- Primeira Divisão: 20 (de 1914 a 1933)

## Momentos de destaque
Vice-campeão da Taça Altivez: fundado em 1914, assim como o Palestra Italia (atual Sociedade Esportiva Palmeiras), o São Bento disputou com o clube palestrino a prestigiada Taça Altivez no ano de 1924 para celebrar o décimo aniversário de ambas as equipes e ficou com o vice após empatar o primeiro jogo por 1 a 1 (em 02/07/1924) e ter sido superado por 7 a 3 no duelo decisivo, em 08/12/1924.

## Títulos
| INTERESTADUAIS | INTERESTADUAIS                          | INTERESTADUAIS | INTERESTADUAIS |
|                | Competição                              | Títulos        | Temporadas     |
| -------------- | --------------------------------------- | -------------- | -------------- |
|                | Taça dos Campeões Rio-São Paulo         | 1              | 1914           |
| ESTADUAIS      |                                         |                |                |
|                | Competição                              | Títulos        | Temporadas     |
|                | Campeonato Paulista de Futebol          | 2              | 1914 e 1925    |
|                | Taça Competência                        | 1              | 1925           |
|                | Campeonato Paulista de Segundos Quadros | 1              | 1915           |